# تپه سوزان
تپه سوزان مربوط به دوره ساسانیان - سده‌های اولیه دوران‌های تاریخی پس از اسلام است و در شهرستان اراک، بخش خنداب، دهستان جاورسیان، روستای سوزان واقع شده و این اثر در تاریخ ۱۲ دی ۱۳۸۶ با شمارهٔ ثبت ۲۰۴۹۸ به‌عنوان یکی از آثار ملی ایران به ثبت رسیده است.